# Johann Gottfried Bernhard Bach
Johann Gottfried Bernhard Bach (ur. 11 maja 1715 w Weimarze, zm. 27 maja 1739 w Jenie) – niemiecki organista, syn Johanna Sebastiana Bacha i Marii Barbary Bach.
Był uczniem swojego ojca. Jako organista działał w latach 1735–1736 w Mühlhausen/Thüringen oraz 1737–1738 w Sangerhausen.
W 1738 porzucił karierę muzyczną i udał się do Jeny, gdzie na miejscowym uniwersytecie rozpoczął studia prawnicze. Nawiązał kontakt ze stryjem Johannem Nikolausem Bachem. Zmarł nagle na wysoką gorączkę, w roku 1739.